# Deutsches Song-Festival
Das Deutsche Song-Festival wurde 1991 vom Verein Arbeitsgemeinschaft Deutsche Musikwettbewerbe ins Leben gerufen. Es sollte die Tradition der Schlager-Festivals und Schlager-Festspiele der 1960er Jahre wieder neu beleben und ein Pendant zum 1986 gegründeten Wettbewerb Grand Prix der Volksmusik auf dem Gebiet des Schlagers sein. Zu diesem Anlass wählte eine Jury aus über 1000 eingereichten Titeln 15 Songs aus, die sich am 31. August 1991 anlässlich der Live-Sendung des ZDF Schlager ’91 aus der Deutschlandhalle in Berlin im Rahmen der IFA Berlin dem Publikum zur Wahl stellten. Moderatoren der Fernsehsendung waren Wencke Myhre, Pit Weyrich und Uwe Hübner. Am Ende der Sendung wählten fünf Jurys (aufgeteilt nach Zuschauern aus Nord, Ost, Süd, West und Berlin) mit zusammen 150 Juroren den Siegertitel. Es gewann Nicole mit ihrem Song Ein leises Lied, den Klaus Löhmer komponiert und Hans-Ulrich Esp getextet hatte. Die Autoren und Nicole erhielten damit das „Goldene Schlagerband“. Das Siegerlied konnte sich einige Wochen in den Hitparaden halten. Auch andere Lieder des Wettbewerbs tauchten in den Hitlisten auf. Dennoch war das Echo der Veranstaltung verhalten.
Im Folgejahr 1992 gab es trotzdem eine Fortsetzung des Song-Festivals. Aus 462 Einsendungen wählte eine Jury zunächst zwanzig Titel und anschließend eine neue Jury hieraus wiederum zehn Titel aus, die sich am 30. Mai anlässlich der Live-Sendung des ZDF Schlager ’92 aus der Sporthalle Böblingen dem Publikum zur Wahl stellten. Moderator der Fernsehsendung war Dieter Thomas Heck. Gäste außer Konkurrenz waren unter anderem Pe Werner, Die Flippers und Matthias Reim. Am Ende der Sendung konnten die Zuschauer per TED ihren Favoriten wählen. Die Stimmen wurden in 8 regionalen Knotenpunkten zusammengefasst und dann einzeln abgefragt und addiert. Es gewann Hanne Haller mit dem Song Schatz, ich will ja nicht meckern, den sie selbst komponiert hatte. Den Text dazu schrieb Bernd Meinunger. Die Autoren erhielten das „Goldene Schlagerband“. Auch nach diesem Wettbewerb konnten sich einige der Titel in den Hitparaden wiederfinden.
Nach dieser zweiten Veranstaltung des Deutschen Song-Festivals wurde der Wettbewerb zunächst eingestellt. Jedoch griff man 1994 mit den Deutschen Schlager-Festspielen die alte Tradition erneut auf.
Außerdem sollte im Jahr 1998 der Grand Prix des Schlagers, als mit Teilnehmern aus Deutschland und Österreich besetzter und einmalig auch international ausgetragener Wettbewerb, das Anliegen des Deutschen Song-Festivals noch einmal aufgreifen.

## Die Platzierung beim Deutschen Song-Festival 1991
| Startnr.          | Interpret                       | Titel                                                              | Platz                   | Punkte                  | Musik                        | Text                         |
| ----------------- | ------------------------------- | ------------------------------------------------------------------ | ----------------------- | ----------------------- | ---------------------------- | ---------------------------- |
| 13                | Nicole                          | Ein leises Lied                                                    | 01.                     | 74                      | Klaus Löhmer                 | Hans-Ulrich Esp              |
| 06                | Bernhard Brink                  | Geh (eh’ ich den Kopf total verlier)                               | 02.                     | 64                      | Gerd Rochel                  | Horst-Herbert Krause         |
| 14                | Fernando Express                | Flüsterndes Herz                                                   | 03.                     | 58                      | Willy Klüter                 | Bernd Meinunger              |
| 15                | Tom Astor                       | Ich bin kein Dichter, kein Poet                                    | 03.                     | 58                      | Norman Ascot / Silvia Gehrke | Norman Ascot / Silvia Gehrke |
| 12                | Michael Holm                    | Elektrisiert                                                       | 05.                     | 56                      | Martin Mann / Michael Holm   | Martin Mann / Michael Holm   |
| 10                | Ute Geller                      | Spuren im Wind                                                     | 06.                     | 48                      | Jean Frankfurter             | Irma Holder                  |
| 03                | Kati Karney                     | Leben und leben lassen                                             | 07.                     | 47                      | Ralph Siegel                 | Bernd Meinunger              |
| 04                | Gunter Gabriel                  | Es war nicht alles schlecht, was früher einmal gut war             | 08.                     | 45                      | Gunter Gabriel               | Gunter Gabriel               |
| 02                | Rendezvous                      | In Deinem Arm bin ich dem Himmel nah                               | 09.                     | 35                      | Werner Petersburg            | Eberhard Jupe                |
| 11                | Achim Mentzel und Sabine Bruhns | Wenn die Wirklichkeit so wäre... (...wie der Schlager sie besingt) | 10.                     | 28                      | Ralph Tonius                 | Ralph Tonius                 |
| 08                | Erika Bruhn                     | Einfach                                                            | 11.                     | 25                      | Christian Bruhn              | Claus Dieter Eckardt         |
| 07                | Greyhounds                      | Nimm es leicht                                                     | 12.                     | 22                      | Hanns Wolf Klos              | Hanns Wolf Klos              |
| 05                | Manuela Weiden                  | Schmusemaus und Kuschelbär                                         | 13.                     | 20                      | Joachim Heider               | Erich Offierowski            |
| 09                | Hugo Egon Balder                | Single-Ling (Single-Song)                                          | 14.                     | 13                      | Ingo Mayberg                 | Ingo Mayberg                 |
| 01                | Martin Mann                     | Weil ich Dich nicht liebe                                          | 15.                     | 07                      | Ralph Siegel                 | Bernd Meinunger              |
| Veranstaltungsort | Veranstaltungsort               | Deutschlandhalle Berlin                                            | Deutschlandhalle Berlin | Deutschlandhalle Berlin | Deutschlandhalle Berlin      | Deutschlandhalle Berlin      |

## Endergebnisübersicht nach Jurywertung Deutsches Song-Festival 1991
| Titel                                                              | Nord | Ost | Süd | West | Berlin | Summe | Platz |
| ------------------------------------------------------------------ | ---- | --- | --- | ---- | ------ | ----- | ----- |
| Ein leises Lied                                                    | 15   | 15  | 15  | 15   | 14     | 74    | 01.   |
| Geh (eh’ ich den Kopf total verlier)                               | 13   | 14  | 10  | 14   | 13     | 64    | 02.   |
| Flüsterndes Herz                                                   | 11   | 8   | 14  | 13   | 12     | 58    | 03.   |
| Ich bin kein Dichter, kein Poet                                    | 12   | 12  | 9   | 10   | 15     | 58    | 03.   |
| Elektrisiert                                                       | 14   | 9   | 12  | 12   | 9      | 56    | 05.   |
| Spuren im Wind                                                     | 9    | 10  | 11  | 11   | 7      | 48    | 06.   |
| Leben und leben lassen                                             | 6    | 11  | 13  | 7    | 10     | 47    | 07.   |
| Es war nicht alles schlecht, was früher einmal gut war             | 7    | 13  | 8   | 9    | 8      | 45    | 08.   |
| In Deinem Arm bin ich dem Himmel nah                               | 10   | 6   | 6   | 2    | 11     | 35    | 09.   |
| Wenn die Wirklichkeit so wäre... (...wie der Schlager sie besingt) | 8    | 7   | 3   | 5    | 5      | 28    | 10.   |
| Einfach                                                            | 4    | 2   | 7   | 8    | 4      | 25    | 11.   |
| Nimm es leicht                                                     | 5    | 3   | 4   | 4    | 6      | 22    | 12.   |
| Schmusemaus und Kuschelbär                                         | 3    | 5   | 5   | 6    | 1      | 20    | 13.   |
| Single-Ling (Single-Song)                                          | 2    | 4   | 2   | 3    | 2      | 13    | 14.   |
| Weil ich Dich nicht liebe                                          | 1    | 1   | 1   | 1    | 3      | 7     | 15.   |

## Die Platzierung beim Deutschen Song-Festival 1992
| Startnr.          | Interpret                    | Titel                             | Platz                | Punkte               | Musik                                    | Text                                      |
| ----------------- | ---------------------------- | --------------------------------- | -------------------- | -------------------- | ---------------------------------------- | ----------------------------------------- |
| 07                | Hanne Haller                 | Schatz, ich will ja nicht meckern | 01.                  | 32.014               | Hanne Haller                             | Hanne Haller / Bernd Meinunger            |
| 02                | Dagmar (The Lady of country) | Lass mich damit bloß in Ruhe      | 02.                  | 18.174               | Joe Hamborn                              | Jürgen Sehrt                              |
| 10                | Rendezvous                   | Fliege mein Drachen               | 03.                  | 12.198               | Hans-Rolf Schade / Werner Petersburg     | Claudia Schorlemmer / Barbara Kostrzewa   |
| 06                | Erwin goes to Helgoland      | Rumpelstilzchen                   | 04.                  | 10.493               | Wolfgang Pentinghaus / Werner Petersburg | Wolfgang Pentinghaus                      |
| 08                | Van Dango                    | Ruf mich nicht an                 | 05.                  | 10.391               | Nino de Angelo (als Ed Olegna)           | Nino de Angelo (als Ed Olegna)            |
| 05                | Klaus Densow                 | Wir sind doch alle keine Engel    | 06.                  | 09.970               | Werner Zylka                             | Bernd Ruhla                               |
| 03                | Karat                        | Kind                              | 07.                  | 07.641               | Jürgen Triebel                           | Horst Krause                              |
| 01                | David Brandes                | Im Dschungel der Nacht            | 08.                  | 06.417               | Willy Klüter                             | Bernd Meinunger                           |
| 04                | Matthias Carras              | Gib mir die Hitze der Nacht       | 09.                  | 04.095               | Peter Giesecke                           | Cha Jager / Barbara Otto / Peter Giesecke |
| 09                | Harry Winter                 | Diese Nacht, heute Nacht          | 10.                  | 03.242               | Harry Winter (als Harwin)                | Harry Winter (als Harwin)                 |
| Veranstaltungsort | Veranstaltungsort            | Sporthalle Böblingen              | Sporthalle Böblingen | Sporthalle Böblingen | Sporthalle Böblingen                     | Sporthalle Böblingen                      |

## Endergebnisübersicht nach Ted-Wertung Deutsches Song-Festival 1992
| Titel                             | Berlin                 | Hamburg                               | Hannover                              | Düsseldorf                            | Frankfurt                             | Nürnberg                              | Stuttgart | München | Insgesamt | Platz |
| --------------------------------- | ---------------------- | ------------------------------------- | ------------------------------------- | ------------------------------------- | ------------------------------------- | ------------------------------------- | --------- | ------- | --------- | ----- |
| Schatz, ich will ja nicht meckern | 3.887                  | 5.108                                 | 5.103                                 | 5.207                                 | 4.030                                 | 2.220                                 | 3.528     | 2.931   | 32.014    | 01.   |
| Lass mich damit bloß in Ruhe      | 1.294                  | 2.402                                 | 2.299                                 | 2.640                                 | 3.178                                 | 1.699                                 | 2.690     | 1.972   | 18.174    | 02.   |
| Fliege mein Drachen               | 846                    | 1.570                                 | 1.439                                 | 2.704                                 | 1.852                                 | 981                                   | 1.746     | 1.060   | 12.198    | 03.   |
| Rumpelstilzchen                   | 705                    | 1.415                                 | 1.441                                 | 1.716                                 | 1.228                                 | 1.317                                 | 1.519     | 1.152   | 10.493    | 04.   |
| Ruf mich nicht an                 | 773                    | 1.354                                 | 1.069                                 | 2.048                                 | 1.566                                 | 893                                   | 1.405     | 1.283   | 10.391    | 05.   |
| Wir sind doch alle keine Engel    | 965                    | 1.442                                 | 1.454                                 | 1.768                                 | 1.645                                 | 774                                   | 1.139     | 783     | 09.970    | 06.   |
| Kind                              | 1.296                  | 1.189                                 | 997                                   | 1.088                                 | 1.059                                 | 542                                   | 737       | 733     | 07.641    | 07.   |
| Im Dschungel der Nacht            | 575                    | 760                                   | 719                                   | 980                                   | 1.035                                 | 589                                   | 997       | 762     | 06.417    | 08.   |
| Gib mir die Hitze der Nacht       | 281                    | 842                                   | 439                                   | 681                                   | 594                                   | 372                                   | 489       | 397     | 04.095    | 09.   |
| Diese Nacht, heute Nacht          | 290                    | 310                                   | 332                                   | 436                                   | 509                                   | 310                                   | 541       | 514     | 03.242    | 010.  |
| Gezählte Ted-Wertungen            | Gezählte Ted-Wertungen | 114.635 (Anrufe bundesweit insgesamt) | 114.635 (Anrufe bundesweit insgesamt) | 114.635 (Anrufe bundesweit insgesamt) | 114.635 (Anrufe bundesweit insgesamt) | 114.635 (Anrufe bundesweit insgesamt) |           |         |           |       |